# Samsung Galaxy A3 (2015)
Samsung Galaxy A3 (2015) или Samsung Galaxy A3 2015 Edition — Android-смартфон производства Samsung. Он был представлен в октябре 2014 года, вместе с более крупным и родственным Samsung Galaxy A5. Samsung Galaxy A3 (2016) является преемником Samsung Galaxy A3.
Модели Samsung Galaxy A3 SM-A300F и SM-A300FU в настоящее время работают под управлением Android 6.0.1 Marshmallow, однако все остальные модели могут быть обновлены только до Android 5.1 Lollipop.

## Дизайн
Galaxy A3 (2015) имеет неразборный корпус, изготовленный из металла. Края скошены и имеют отражающий эффект. На лицевой стороне, под 4,5-дюймовым Super AMOLED дисплеем, находится физическая кнопка "Домой", а также кнопка "Назад" и кнопка Многозадачности. Тыльная сторона имеет только динамик, камеру, включая вспышку, логотип Samsung.

## Технические характеристики[1][2][3][4]
- Задняя камера: 8 МП
- Фронтальная камера: 5 МП
- Системный чип: Qualcomm Snapdragon 410 (четырехъядерный 1,2 ГГц, 64-битный процессор ARM Cortex-A53)
- Графический процессор: Adreno 306
- Память: 1 ГБ ОЗУ (A300F), 1,5 ГБ ОЗУ (SM-A300FU)
- Хранение: 16 ГБ
- Аккумулятор: 1900 мАч (несъемный)
- Размер: 4,5 дюйма
- Разрешение: 540 x 960 пикселей (qHD), 245 ppi
- Операционная система:Android 4.4.4 KitKat (с возможностью обновления до Android 6.0.1 Marshmallow)
- Вес: 110 г
- Размеры: 130,1 x 65,5 x 6,9 мм.
- Super AMOLED дисплей
- Gorilla Glass 4

### Программное обеспечение
Первоначально A3 поставлялся с операционной системой Android 4.4.4 "KitKat". В июле 2015 года последовало обновление программного обеспечения до версии 5.0.2 "Lollipop" В октябре 2016 года последовало обновление до Android 6.0.1 "Marshmallow".